# 流浮山巴士總站
流浮山巴士總站是香港一個設於元朗區廈村流浮山的巴士總站。現
時有2條巴士線及1條小巴路線以本站為終點站。

## 總站路線資料（巴士）

### 港鐵巴士K65綫
- 元朗站 ↔ 流浮山

提供元朗市中心、屏山、往來流浮山的巴士服務，於1961年4月6日起投入服務（前身為九巴路線24），2003年12月19日起配合九廣西鐵（現稱港鐵屯馬綫）於翌日通車改稱K65，並繞經港鐵天水圍站。

### 港鐵巴士K65A綫
- 天水圍站 ↔ 流浮山

## 總站路線資料（專線小巴）

### 新界區專線小巴34A線
- 厦村 ↔ 流浮山（經天水圍）

## 途經路線資料（專線小巴）

### 新界區專線小巴33線
- 元朗（泰豐街） ↔ 下白泥

### 新界區專線小巴35線
- 元朗（泰豐街） ↔ 尖鼻咀／輞井圍